# Harnes
Harnes település Franciaországban, Pas-de-Calais megyében. Lakosainak száma 12 264 fő (2022. január 1.). Harnes Carvin, Loison-sous-Lens, Noyelles-sous-Lens, Annay, Courrières és Fouquières-lès-Lens községekkel határos.

## Népesség
A település népességének változása:
| Lakosok száma | 12 244 | 12 595 | 12 638 | 12 354 | 12 324 | 12 237 | 12 277 | 12 317 | 12 264 |
|               | 2013   | 2015   | 2016   | 2017   | 2018   | 2019   | 2020   | 2021   | 2022   |